# زهرة اللهاة المثقوبة الورقة
زهرة اللهاة المثقوبة الورقة (الاسم العلمي:Uvularia perfoliata) هو نوع من النباتات يتبع جنس زهرة اللهاة من الفصيلة اللحلاحية.